# Gentry (Arkansas)
Gentry é uma cidade localizada no estado americano de Arkansas, no Condado de Benton.

## Demografia
Segundo o censo americano de 2000, a sua população era de 2165 habitantes.
Em 2006, foi estimada uma população de 2620, um aumento de 455 (21.0%).

## Geografia
De acordo com o United States Census Bureau, a localidade tem uma área de 6,2 km², sem área coberta por água. Gentry localiza-se a aproximadamente 377 m acima do nível do mar.

## Localidades na vizinhança
O diagrama seguinte representa as localidades num raio de 24 km ao redor de Gentry.